# Perdikáki
Perdikáki är en ort i Grekland.   Den ligger i prefekturen Nomós Aitolías kai Akarnanías och regionen Västra Grekland, i den centrala delen av landet, 240 km nordväst om huvudstaden Aten. Perdikáki ligger 714 meter över havet och antalet invånare är 517.
Terrängen runt Perdikáki är bergig åt nordväst, men åt sydost är den kuperad. Runt Perdikáki är det glesbefolkat, med 10 invånare per kvadratkilometer. Närmaste större samhälle är Kríkellos, 18,9 km sydväst om Perdikáki. 